# Christer Svensson (ingenjör)
För andra betydelser, se Christer Svensson.
Christer Svensson, född 1941, är en svensk ingenjör och teknisk forskare. Han disputerade 1970 vid Chalmers tekniska högskola och är sedan 2008  professor emeritus i elektroniska komponenter vid Linköpings universitet. Han blev 1991 ledamot av Ingenjörsvetenskapsakademien och invaldes 2002 som ledamot av Vetenskapsakademien.

Professor Svensson har varit med och grundat, bland andra, företagen Varilab, Sensistor, Sicon, ELSA, Switchcore, Optillion, Bluetronics och Coresonic (numera del av MediaTek).

### Fotnoter
1. ↑  Svensson, Christer (1970) (på engelska). Contributions to MOS transistors and the photoplastic effect.. Doktorsavhandlingar vid Chalmers tekniska högskola. Ny serie, 0346-718X ; 5 Technical report / School of Electrical Engineering, Chalmers University of Technology, Göteborg, Sweden, 0346-7198 ; 2. Göteborg. Libris 8080748

## Externa sidor
- Publikationer Christer Svensson, Linköping University Electronic Press.